# Stenaspis superba
Stenaspis superba är en skalbaggsart som beskrevs av Aurivillius 1909. Stenaspis superba ingår i släktet Stenaspis och familjen långhorningar. Inga underarter finns listade i Catalogue of Life.